# Sam Hyde
Samuel Whitcomb Hyde (Fall River, 16 aprile 1985) è un comico statunitense.
È co-creatore del gruppo di sketch comedy Million Dollar Extreme (MDE) insieme a Charls Carroll e Nick Rochefort.
Il suo stile di comicità trasgressivo e tagliente, unito alle sue presunte simpatie per l'Alt-right, hanno spesso suscitato controversie.

## Biografia
Dopo il diploma alla Wilton High School, Hyde si iscrive alla Carnegie Mellon University per un anno prima di trasferirsi alla Rhode Island School of Design, dove si laurea nel 2007 in film, animazione e video.
Dal 2007, con la troupe Million Dollar Extreme, inizia la pubblicazione su YouTube di diversi sketch comici dall'umorismo graffiante e offensivo, raccogliendo una discreta fanbase.
Tra il 2015 e il 2016 realizza, sempre insieme ai MDE, la serie comica Million Dollar Extreme Presents: World Peace, che verrà trasmessa su Adult Swim nell'agosto 2016.
Hyde è stato spesso indicato erroneamente come l'autore di numerose sparatorie di massa e attacchi terroristici da parte di troll su siti come 4chan e Twitter, talvolta riscuotendo anche un'eco mediatica considerevole.
Hyde è un membro del Mensa.